# Girls und Panzer
Girls und Panzer (ガールズ&パンツァー?, Gāruzu ando Pantsā) è un franchise multimediale originato da una serie televisiva anime del 2012, creata da Actas.
L'animazione della serie è diretta da Tsutomu Mizushima e prodotta da Kiyoshi Sugiyama. Takaaki Suzuki, che in precedenza aveva lavorato come consulente storico-militare per Strike Witches ed Upotte!!, ha rivelato di essere stato coinvolto anche nella realizzazione di questo anime. La serie è stata trasmessa in Giappone dall'8 ottobre 2012. A causa di alcuni problemi tecnici, causati anche dall'inaspettato ed enorme successo della serie, ci sono stati dei ritardi nella realizzazione di alcuni episodi, cosa che ha portato a trasmettere due episodi riassuntivi e ad interrompere la trasmissione a fine dicembre 2012, quando mancavano solo due episodi alla fine. Episodi che sono stati poi trasmessi nella seconda metà di marzo 2013.
Una serie manga realizzata da Ryūichi Saitaniya è stata lanciata sulla rivista Monthly Comic Flapper della Media Factory il 5 giugno 2012. Altri due manga spin-off alla serie e un romanzo sono stati pubblicati da Media Factory. Un videogioco prodotto da Bandai è stato distribuito nel 2014, mentre nell'ottobre 2015 è stato rilasciato Girls Und Panzer - Der Film, che funge da sequel alla serie. Infine, per il dicembre 2017, è prevista l'uscita nei cinema del primo di una serie di 6 OAV che fungeranno a loro volta da sequel e concluderanno definitivamente la serie.

## Trama
La storia di Girls und Panzer ruota attorno a Miho Nishizumi, ultima nata in una famiglia di grande lignaggio nella conduzione dei carri armati e nella relativa arte marziale chiamata Sensha-do. A causa di brutte esperienze nel passato con i carri, Miho si è però iscritta al liceo di Oarai dove il Sensha-do non viene più praticato da tempo. Ma all'improvviso, causa l'indizione di un campionato nazionale nella disciplina, il Sensha-do viene riportato in auge e il consiglio studentesco fa pressione su Miho affinché sia della partita. Dapprima riluttante, la ragazza alla fine deciderà di partecipare grazie anche al sostegno delle sue amiche Saori e Hana.

## Personaggi
Miho Nishizumi (西住 みほ?, Nishizumi Miho)
Doppiata da Mai Fuchigami
Miho è una ragazza che proviene da una famiglia di carristi, in precedenza ha frequentato la Kuromorimine (lett. Picco della foresta nera, scuola gestita dalla madre di Miho) e comandò il carro leader nei campionati nazionali di un anno fa contro la Pravda, Tuttavia, per salvare l'equipaggio di un altro carro si butta nel fiume abbandonando il carro leader che è stato eliminato. Questo costò la decima vittoria consecutiva alla Kuromorimine. Dopo questo episodio Miho si trasferisce alla Ōarai, credendo che l'Arte del Carro Armato fosse stata abolita, tuttavia però il corso è stato reintrodotto ed il consiglio di classe la obbliga a prenderne parte essendo l'unica con effettiva esperienza sul campo. Miho inizialmente pensava solo alla vittoria e non al divertimento, dopo aver passato del tempo con le sue nuove amiche però, anche se timida e riluttante verso l'idea di riprendere a guidare un carro armato inizia a prenderci gusto. Miho è un'insuperabile stratega, molto veloce ad analizzare la situazione e trovarne una via di fuga o di contrattacco, infatti anche se la situazione è delle peggiori lei troverà sempre un modo per uscirne.
Saori Takebe (武部 沙織?, Takebe Saori)
Doppiata da Ai Kayano
Una ragazza dai capelli rossicci, alla ricerca di uomini di bell'aspetto. Saori ha il ruolo di marconista, essendo molto chiacchierona. Lei è una delle due ragazze che ha fatto amicizia con Miho il primo giorno di scuola.
Hana Isuzu (五十鈴 華?, Isuzu Hana)
Doppiata da Mami Ozaki
Una bella ragazza che ha un atteggiamento gentile e composto. Inizialmente è lei la conducente del carro, ma dopo aver sperimentato l'emozione di sparare diventa cannoniere. Hana viene da una famiglia che tradizionalmente pratica l'arte dell'ikebana. Lei è anche una delle due ragazze che ha fatto amicizia con Miho durante il suo primo giorno di scuola.
Yukari Akiyama (秋山 優花里?, Akiyama Yukari)
Doppiata da Ikumi Nakagami
Una ragazza che ama i carri armati fin da piccola e questo la portò ad essere spesso molto sola, ispirata da Miho si iscrive al club Dell'Arte dei Carri Armati e fa amicizia con lei. Inizialmente era il cannoniere, poi però si offrirà come servente, Yukari ammira molto Miho, e la chiama "Nishizumi-dono".
Mako Reizei (冷泉 麻子?, Reizei Mako)
Doppiata da Yuka Iguchi
Una ragazza cupa amica d'infanzia di Saori. Pur avendo buoni voti, è spesso in ritardo, soffre di pressione bassa e odia alzarsi presto. Lei e Miho si conosceranno per strada, Miho vedendola barcollante la aiuterà ad arrivare a scuola. Anche se con poca voglia si iscriverà al club per compensare i demeriti dei suoi ritardi e non essere bocciata. Mako ha l'abitudine di addormentarsi ovunque. Si unisce al team di Miho durante la loro prima battaglia pratica, il suo ruolo è quello della conducente, pur non avendo esperienze pratiche imparerà a guidare il carro armato leggendo semplicemente il libro di istruzioni.

## Anime

Francobolli dedicati alla serie emessi dalle poste giapponesi

La serie anime prodotta da Actas iniziò la sua messa in onda in Giappone il 9 ottobre 2012 e fu trasmessa in streaming in simulcast da Crunchyroll. La serie è diretta da Tsutomu Mizushima e scritta da Reiko Yoshida, con il character design originale a cura di Humikane Shimada. A causa di problemi tecnici, la trasmissione dei due episodi finali è stata posticipata prima a gennaio 2013, poi a marzo 2013, con la trasmissione al loro posto di due episodi riassuntivi: il primo è stato trasmesso tra il quinto e il sesto episodio, mentre l'altro prima della pausa. Due episodi OAV sono stati inclusi nella pubblicazione in Blu-ray Disc e DVD della serie, pubblicati tra il 21 dicembre 2012 e il 21 giugno 2013. La sigla di apertura è DreamRiser di ChouCho, mentre la sigla di chiusura è Enter Enter MISSION!, interpretata da Mai Fuchigami, Ai Kayano, Mami Ozaki, Ikumi Nakagami e Yuka Iguchi. La serie è stata licenziata per il Nord America da Sentai Filmworks, che ha iniziato la pubblicazione degli episodi il 3 dicembre 2013, con gli episodi OAV in pubblicazione per il 25 febbraio 2014.
Una scena nell'ottavo episodio, in cui è presente come colonna sonora il brano Katyusha, è stata rimossa dall'edizione simulcast di Crunchyroll ed è stata ripristinata con una versione strumentale del brano Korobeiniki nella versione di Sentai Filmworks a causa di problemi di diritti. Cinque singoli con brani interpretati dai singoli doppiatori dei personaggi della serie sono stati pubblicati, insieme alla colonna sonora originale dell'anime. Altri due CD, ovvero un Drama CD e un Fan Disc, furono pubblicati dopo la trasmissione dell'anime. Un episodio speciale aggiuntivo OAV incentrato sulla battaglia contro Anzio è stato diffuso nel 2014, mentre nel 2015 viene rilasciato un lungometraggio dal titolo Girls Und Panzer - Der film che funge da sequel alla serie. Infine, il 9 dicembre 2017, è uscito il primo di una serie di 6 OAV che fungeranno da ulteriore sequel, anche il secondo uscirà il 27 febbraio 2020 (GIRLS und PANZER das FINALE 2), è uscito nelle sale cinematografiche giapponesi il terzo episodio dell'OAV (GIRLS und PANZER das FINALE 3) a partire dal 26 marzo 2021.

### Episodi
| Nº           | Titolo italiano (Traduzione titolo originale) Giapponese 「Kanji」 - Rōmaji | In onda          | In onda |
| Nº           | Titolo italiano (Traduzione titolo originale) Giapponese 「Kanji」 - Rōmaji | Giapponese       |         |
| 1            | Affronterò il Senshadō! 「戦車道、始めます！」 - Senshadō, hajime masu! | 9 ottobre 2012   |         |
| 1            | In un futuro prossimo in cui le scuole superiori sono ospitate a bordo di enormi portaerei che navigano senza sosta nei mari attorno al Giappone, Miho Nishizumi si trasferisce nella scuola superiore Ōarai. Miho, che fino a poco prima era stata una campionessa di Sensha-do, l'arte del carro armato, ha deciso di dare un taglio con questo sport dopo un evento traumatico, e per questo ha lasciato la sua vecchia scuola, la pluripremiata Kuromorimine, per la Ōarai, l'unica a non avere un club di sensha-do. Se non fosse che, dopo il suo arrivo, la ragazza inizia a venire perseguitata dai membri del consiglio studentesco, che hanno deciso di ripristinare il sensha-do e la vogliono assolutamente come capitano della squadra per la sua esperienza. Alla fine, trovandosi senza alternative, Miho è costretta a cedere, iscrivendosi al neonato club assieme a due nuove amiche, la composta Hana e la vanesia Saori. |                  |         |
| 2            | A bordo del carro armato! 「戦車、乗ります！」 - Sensha, nori masu! | 16 ottobre 2012  |         |
| 2            | Con molta fatica la Ōarai riesce a formare cinque squadre; oltre alle Tartarughe, formate dai tre membri del Consiglio Studentesco, e alle Rane Pescatrici guidate da Miho, vengono arruolati gli Ippopotami, formato da quattro ragazze appassionate di storia militare, le Paperelle, quattro pallavoliste che puntano a rifondare il proprio club, e le Conigliette, cinque studentesse del primo anno. Vengono inoltre recuperati altrettanti carri armati, rispettivamente un Panzer 38(t), un Panzer IV Ausf. D, uno Stug III, un Type 89 ed un M3 Lee. Inoltre, dalla terraferma viene convocato un capace istruttore, il capitano Ami Chōno, che si incarica di preparare la squadra in vista del prossimo torneo nazionale interscolastico. La prima prova per i cinque team è un tutti contro tutti, ed il team di Miho, al quale si è aggiunta anche Yukari, una ragazza ossessionata dai carri armati, si trova subito ad essere preso di mira. |                  |         |
| 3            | Mi unirò alla battaglia! 「試合、やります！」 - Shiai, yari masu! | 23 ottobre 2012  |         |
| 3            | Nel bel mezzo della battaglia il team di Miho arruola anche Mako, una ragazza che soffre di pressione bassa ma il cui genio le permette di imparare in pochi minuti a pilotare il carro armato, compensando così la guida impacciata ed inesperta di Hana, che si sposta al rango di cannoniere. Miho prende quindi il posto di Saori come capocarro, lasciando all'amica quello di radiofonista. Grazie al talento di Mako e all'esperienza di Miho le Rane Pescatrici hanno la meglio sugli altri team, e a quel punto inizia un lungo lavoro di preparazione in vista del campionato nazionale, al termine del quale, per mettere alla prova l'esperienza acquisita, il comandante Chono organizza un incontro amichevole tra la Ōarai e l'St.Gloriana Academy, in uno scontro 5 contro 5 che vede le ragazze affrontare una divisione di carri britannici formata da un Churchill VII e quattro Matilda. |                  |         |
| 4            | Farò del mio meglio al comando! 「隊長、がんばります！」 - Taichō, ganbari masu! | 30 ottobre 2012  |         |
| 4            | Inizialmente sicure dei propri mezzi, le ragazze di Ōarai capiscono ben presto di aver fatto il passo più lungo della gamba. La scarsa esperienza e il poco autocontrollo dei team della Ōarai si fanno subito sentire, tra fughe di massa, piani facilmente intuibili dal nemico e l'assenza di una qualche gerarchia di comando, e nonostante gli sforzi di Miho e del suo team, che riescono da sole ad abbattere i quattro matilda, la Ōarai esce sconfitta, guadagnandosi però l'ammirazione degli avversari. Poco dopo la battaglia Hana viene convocata dalla madre, che avendo scoperto che la figlia si dedica al sensha-do le impone di lasciare il club; al suo rifiuto, la ragazza viene cacciata di casa. Poco tempo dopo, si tengono le selezioni per il campionato nazionale, e la sorte non sorride alla Ōarai: il loro primo avversario sarà l'agguerrita filo-americana Saunders Academy. |                  |         |
| 5            | Un'agguerrita divisione di Sherman! 「強豪・シャーマン軍団です！」 - Kyōgō. shāman gundan desu! | 6 novembre 2012  |         |
| 5            | Le ragazze si preparano per il loro primo incontro del campionato nazionale, grazie anche all'intraprendenza di Yukari che riesce a procurarsi informazioni importanti sul conto delle loro prossime avversarie. All'inizio dello scontro, però, le cose si mettono subito male per la Ōarai, che si ritrova soverchiata dalla superiorità numerica e dalla manovra a tenaglia organizzata dalla Saunders, che può contare su un nutrito schieramento di Sherman. Quello che la Ōarai non sa è che Alisa, il terzo in comando della Saunders, all'insaputa del suo stesso comandante ha piazzato un pallone sonda sull'area dello scontro per spiare le comunicazioni radio del nemico, e quando Miho e le altre si accorgono del trucco riescono a ritorcerlo contro le avversarie abbattendo il primo carro armato nemico. |                  |         |
| 5.5          | Lasciate che vi presenti 「紹介します！」 - Shōkai shimasu! | 13 novembre 2012 |         |
| 5.5          | Episodio riassuntivo della prima parte della serie. |                  |         |
| 6            | Il primo incontro è al massimo! 「一回戦、白熱してます！」 - Ikkaisen, hakunetsu shite masu! | 20 novembre 2012 |         |
| 6            | Avendo scoperto il piano segreto della Saunders Miho e la sua squadra riescono ad usarlo a loro vantaggio mettendo le avversarie in grave difficoltà. Tuttavia, nel momento in cui la Sunders scopre a sua volta di essere stata smascherata l'esito della battaglia appare scontato, data la superiorità numerica e la maggiore esperienza della squadra americana. Le Paperelle e le Conigliette vengono abbattute, ma prima che la situazione precipiti Miho riesce a ribaltarla organizzando un attacco a tenaglia che abbatte il carro leader decretando la vittoria all'ultimo di Ōarai. Mentre le ragazze stanno ancora gioendo per la vittoria arriva dall'accademia la notizia che la nonna di Mako è stata ricoverata in ospedale, così la squadra fa rapidamente ritorno a bordo della nave. |                  |         |
| 7            | Il prossimo è Anzio! 「次はアンツィオです！」 - Tsugi wa antsuio desu! | 27 novembre 2012 |         |
| 7            | Il prossimo avversario della Ōarai è la filo-italiana Anzio, uno dei team più pericolosi del Giappone, che usa i carri P26/40, CV33, 75/18 e l'M13/40, e che nel suo primo incontro ha facilmente annichilito l'agguerrita Accademia Maginot. Le ragazze decidono quindi di potenziare i propri carri armati, il tutto mentre cercano di accrescere la fiducia in sé stesse e rendere più saldi i rapporti di gruppo, dal momento che da quel momento in poi la fiducia incondizionata in Miho, che decide di rivelare alle compagne il motivo per il quale aveva lasciato sia la Kuromorimine che la pratica del sensha-do, sarà l'unica cosa che potranno sfruttare per affrontare squadre tecnicamente molto più forti di loro. Alla fine, grazie ai miglioramenti ai carri e ad una ritrovata autostima, la Ōarai sconfigge Anzio accedendo alla semifinale. |                  |         |
| OVA          | Questa è stata la vera battaglia contro Anzio 「ツァー これが本当のアンツィオ戦です！」 - Kore ga Hontou no Anzio-sen Desu! | 5 luglio 2014    |         |
| OVA          | Mediometraggio ambientato cronologicamente all'interno dell'Episodio 7. Dopo aver sconfitto Saunders, Miho e le sue compagne si preparano ad affrontare la Anzio High School, una famosa accademia le cui studentesse si sono prefissate lo scopo di diffondere la cultura italiana in Giappone, capitanata dall'esuberante Anzai "Duce" Anchovy. Nel suo primo scontro Anzio è riuscita a sconfiggere l'Accademia Maginot, ma subito dopo la vittoria si è diffusa la notizia che la scuola, per il suo secondo incontro, abbia in cantiere di sfoderare un nuovo carro armato, il P40. Yukari compie quindi un'altra missione esplorativa all'interno dell'accademia nemica, trovandosi di fronte ad un'atmosfera decisamente insolita: le ragazze di Anzio sono esuberanti ed amichevoli, e più interessate a prima vista a godersi la vita che a prepararsi per l'imminente battaglia, anche se Yukari appura che effettivamente le avversarie, nonostante la ristrettezza delle proprie disponibilità economiche, sono riuscite a comprare un P26/40 e progettano di usarlo contro Oorai. Miho da quindi il via ad un intenso programma di allenamento, volto sia a scoprire le specifiche del P26/40 sia a mettere a punto una strategia in grado di contrastare il punto di forza di Anzio, ovvero la velocità. Il giorno della battaglia, infatti, le ragazze della scuola italiana mettono in mostra una tattica spregiudicata ma efficace, fondata su di uno stile guerriglia con cui riescono a compensare la scarsa potenza dei loro mezzi scompaginando la linea d'attacco di Oorai. Oltretutto, le dimensioni ridotte dei carri italiani li rendono difficili da colpire, facendo sì che questi, pur danneggiati, riescano comunque a tornare operativi risultando virtualmente indistruttibili. Alla fine, con una tattica a tenaglia, Miho riesce a portare allo scoperto il P26/40 guidato dalla stessa Anchovy, che trovatosi nel mezzo di un tiro incrociato finisce abbattuto decretando la vittoria di Oorai. Le ragazze di Anzio, però, non sono tipi da serbare rancore, e anzi conclusa la battaglia organizzano per le avversarie una grande festa a celebrazione della loro vittoria. Dopo i titoli di coda, la scena si sposta alla sera prima della finale tra Oorai e Kuromorimine, con Anchovy e le sue compagne pronte a fare il tifo per le loro nuove amiche. Le ragazze però, come al solito, esagerano con feste e bagordi, cosicché il giorno dopo finiscono per dormire ininterrottamente fino al tramonto perdendosi la battaglia. |                  |         |
| 8            | Contro Pravda! 「プラウダ戦です！」 - Purauda sen desu! | 4 dicembre 2012  |         |
| 8            | Sconfitta Anzio, l'ultimo avversario a frapporsi tra la Ōarai, ora arricchitasi del team delle Anatre, e l'accesso alla finale del torneo è l'agguerrita filo-sovietica Pravda, attuale campione in carica, nonché l'ultimo team contro il quale Miho si sia scontrata ai tempi in cui era comandante in seconda della Kuromorimine. Il team Pravda è comandato da Katyusha, una ragazzina dal comportamento infantile ma dal grande acume tattico. Grazie alla sua strategia, Katyusha riesce a spingere la squadra avversaria dritta in una trappola, portandola allo scoperto per poi cannoneggiarla senza sosta con tutti i suoi carri armati, tra i quali figurano numerosi T-34, oltre ad un IS-2 e un KV-2. Il team Ōarai riesce faticosamente a rompere l'assedio e a trovare rifugio in una enorme chiesa abbandonata, ritrovandosi però circondato, e a quel punto Katyusha, che ama ridicolizzare e umiliare i propri avversari, concede loro tre ore per arrendersi, o in caso contrario promette di schiacciarli. Le ragazze, per evitare una disperata quanto inutile resistenza, caldeggiano l'idea di gettare la spugna, ma le ragazze del consiglio scolastico rifiutano categoricamente questa ipotesi, poiché significherebbe la fine dell'accademia Ōarai. |                  |         |
| 9            | È una situazione disperata! 「絶体絶命です！」 - Zettaizetsumei desu! | 11 dicembre 2012 |         |
| 9            | Le Tartarughe rivelano alle compagne che il Ministero dell'Istruzione ha deciso di tagliare sui costi per le accademie galleggianti, e che senza il trofeo del campionato nazionale di sensha-do da mettere in bacheca a subire il taglio sarà proprio la Ōarai, che verrà dismessa. Le ragazze decidono quindi di tentare il tutto per tutto, e allo scadere delle tre ore, con una manovra azzardata riescono faticosamente a rompere l'assedio rientrando in gara. Nonostante ciò la sfida sembra comunque segnata, ma grazie alle informazioni procurate da Yukari il gruppo riesce ad individuare la posizione del carro Leader, la cui eliminazione comporta la sconfitta di Pravda. La Ōarai accede quindi alla finale. |                  |         |
| 10           | È una compagna di classe! 「クラスメイトです！」 - Kurasumeito desu! | 18 dicembre 2012 |         |
| 10           | L'ultimo avversario di Ōarai, come era prevedibile, è la Kuromorimine, al cui comando c'è Maho Nishizumi, la sorella maggiore di Miho. Sembrerebbe una sfida persa in partenza, anche perché, esclusa la sconfitta rimediata l'anno prima per colpa di Miho, che antepose la salvezza delle sue compagne di squadra alla vittoria, la Kuromorimine non ha mai perso in dieci anni. Per rinfoltire i ranghi della squadra e aumentare le possibilità di vittoria vengono arruolati altri due team, i Formichieri, alla guida di un Type 3 Chi-Nu, e i Leoponi, che comandano un Tiger(P) sperimentale, inoltre vengono migliorati e ulteriormente potenziati i carri già presenti (come il 38(t) delle Tartarughe, che viene riconvertito in un Hetzer, e il Panzer IV delle Rane Pescatrici, che viene riconvertito in un Panzer IV Ausf. F2. Prima della battaglia, le ragazze spendono del tempo tra di loro o a risolvere situazioni famigliari lasciate in sospeso, come Hana, che ottiene dalla madre l'autorizzazione ed il riconoscimento nella pratica del senhsa-do. Inizia quindi la sfida finale. |                  |         |
| 10.5         | Lasciate che vi presenti! 2 「紹介します 2！」 - Shōkai shimasu 2! | 24 dicembre 2012 |         |
| 10.5         | Secondo episodio riassuntivo. |                  |         |
| 11           | È un grande scontro! 「激戦です！」 - Gekisen desu! | 18 marzo 2013    |         |
| 11           | Inizia lo scontro con la Kuromorimine, e fin dall'inizio quella di Ōarai appare una battaglia persa. I Formichieri vengono eliminati quasi subito, anche se grazie al loro sacrificio viene evitata da distruzione della squadra di Miho e del suo carro leader. Con molta fatica la Ōarai riesce a riorganizzarsi e ad impostare una qualche resistenza, che grazie alla condotta spregiudicata delle Tartarughe ben presto inizia a mettere in difficoltà la Kuromorimine. Tuttavia, la superiorità sia numerica che di esperienza della squadra guidata da Maho iniziano ben presto ad avere il sopravvento, e la Ōarai è costretta a ripiegare. Durante il guado di un fiume, però, le Conigliette rimangono impantanate, e ancora una volta Miho, con l'approvazione degli altri team, decide di anteporre la sorte delle proprie compagne all'esito della battaglia. Salvato il team in difficoltà, i carri Ōarai superstiti cercano rifugio in città, ma Maho ha preparato per loro una sgradita sorpresa: ad attenderle c'è lo spaventoso Maus. |                  |         |
| 12           | Questo scontro non sarà interrotto! 「あとには退けない戦いです！」 - Ato ni wa Hikenai Tatakai desu! | 25 marzo 2013    |         |
| 12           | Il maus spazza via le Anatre e gli Ippopotami, ma grazie ad un piano folle ideato da Miho la montagna semovente viene fortunosamente abbattuta. Questo però non migliora la situazione generale di Ōarai, che si ritrova con due carri in meno e oltre dieci avversari ancora in gioco. Con molta fatica vengono abbattuti lo Jagdpanzer VI Jagdtiger e un certo numero di carri minori, ma sia le Paperelle che le Conigliette vengono infine eliminate. Rimangono solo i Leoponi e le Rane Pescatrici, e a questo punto Miho matura l'unica tattica possibile. Con un trucco, Miho riesce ad intrappolare sé stessa e la sorella, alla guida del carro leader avversario, all'interno di uno spazio chiuso, in un uno contro uno che rappresenta l'ultima possibilità per Ōarai di ottenere la vittoria. Grazie al sacrificio dei Leoponi, che da soli tengono indietro il resto della Kuromorimine, il piano ha successo, e dopo un acceso scontro diretto la Ōarai ottiene una incredibile vittoria. Maho, nonostante tutto, è soddisfatta dello scontro sostenuto, e si congratula con la sorella per la vittoria, avendo capito che il sensha-do è molto più che cercare ad ogni costo di vincere a tutti i costi. La Ōarai è quindi campionessa nazionale, e riesce ad evitare di venire smantellata. |                  |         |
| Film         | Girls und Panzer der Film 「ガールズ＆パンツァー 劇場版」 - Gāruzu ando Pantsā gekijō-ban | 21 novembre 2015 |         |
| Film         | Poco dopo la fine del campionato nazionale scolastico, viene organizzato un combattimento amichevole tra il team Oorai e il team Pravda, affiancati rispettivamente dal team filo-giapponese Chi-Ha-Tan e St.Gloriana. Oorai, nonostante l'abilità di Miho, esce sconfitta, ma subito dopo si diffonde la notizia che il ministero dell'istruzione, sfruttando un cavillo burocratico, ha deciso di rimangiarsi la promessa di salvare Oorai dalla demolizione. Le ragazze si sentono ormai spacciate, e decidono di passare un po' di tempo con i rispettivi affetti prima di essere costrette a salutarsi per trasferirsi in altre scuole. Miho ritorna così a casa, rinsaldando i rapporti con la sorella, ma a sorpresa la loro madre Shiho decide di occuparsi personalmente della cosa, riuscendo a strappare un nuovo accordo, stavolta formale, al ministero: Oorai potrà ancora salvarsi dalla dismissione, ma in cambio il suo team di sensha-dō dovrà vincere una sfida contro un team formato da studentesse universitarie, guidato dalla ragazza-prodigio Alice Shimada. Si tratta però di una sfida ai limiti dell'impossibile, dal momento che le universitarie, oltre ad avere maggiore esperienza, possono vantare un palco carri ben più moderno e pericoloso rispetto a quello in dotatozione alle studentesse delle superiori (nello specifico, utilizza carri americani M26 Pershing, Chaffee e il carro pesante inglese Centurion A41). Le altre scuole decidono quindi di coalizzarsi e di correre in aiuto delle amiche, così il giorno della battaglia si svolge una grande battaglia tra il team universitario e una compagine formata da tutte le maggiori scuole superiori giunte a dare manforte a Miho e alla sua squadra. In un primo momento lo scontro sembra comunque molto difficile, sia per via dell'iniziale scarsa coesione tra l'eterogeneo gruppo liceale, sia per l'utilizzo da parte delle avversarie del potentissimo mortaio Karl-Gerät, tecnicamente proibito ma schierato con la silente complicità del ministero. Una volta distrutto il Gerät, però, lo scontro di presenta molto più equilibrato, e dopo un'accanita battaglia all'interno di un parco divertimenti in disuso il Centurion guidato dalla stessa Alice viene sconfitto da un attacco combinato delle sorelle Nishizumi: Oorai è ufficialmente salva. |                  |         |
| Das Finale 1 | Girls und Panzer das Finale: Parte 1 | 9 dicembre 2017  |         |
| Das Finale 1 | È arrivato l'inverno, e con la fine dell'anno scolastico ormai alle porte è tempo di bilanci per le studentesse del terzo anno che frequentano il liceo Oorai, il cui consiglio studentesco è ora guidato da Hana, dopo che le Tartarughe hanno deciso di concentrare tutti i loro pensieri sugli esami di maturità. D'improvviso, come un fulmine a ciel sereno, si sparge nella scuola la notizia che Momo, la vice di Anzu, ha dei voti talmente bassi da non poter sperare in una buona valutazione finale, cosa che di fatto le impedirà di potersi iscrivere ad una università di prima fascia una volta diplomata. L'unico modo che Momo ha per alzare la media è per meriti sportivi, così le ragazze del club di sensha-do decidono di comune accordo di iscriversi alla Winter Cup, con Momo come nuovo caposquadra. Per rimpinguare ulteriormente il numero di equipaggi, Miho e le sue compagne compiono anche una visita nei bassifondi malfamati e pericolosi del ventre della nave scuola, riuscendo non senza difficoltà a convincere un gruppo di bellicose studentesse di marineria guidate dal Capitano Ogin (le quali hanno un debito di riconoscenza nei confronti di Momo) ad unirsi alla squadra con il loro carro, un vecchissimo MK.IV. Il sorteggio vede la Oorai affrontare al primo turno la scuola filo-francese BC Academy, e una ricognizione condotta da Yukari nell'istituto in questione rivela che nel locale club di sensha-do, guidato dalle studentesse Marie, Andou e Oshida (ispirate rispettivamente a Maria Antonietta, André e Oscar de Jarjayes, da Versailles No Bara), non vi è grande coesione, e anzi tra le tre vi sarebbero continui litigi. Inizialmente determinate ad usare questo espediente a proprio vantaggio, le ragazze di Oorai si rendono conto nel momento peggiore di essere cadute nella loro stessa trappola: le ragazze di BC infatti, conoscendo la tendenza di Oorai di spiare i suoi avversari, avevano solo finto di non andare d'accordo per spingere le loro rivali ad abbassare la guardia. In qualche modo, Miho riesce a guidare le sue compagne fuori dall'imboscata, ma a questo punto per loro l'unica alternativa è combattere a viso aperto. |                  |         |
| Das Finale 2 | Girls und Panzer das Finale: Parte 2 | 27 febbraio 2020 |         |
| Das Finale 2 | Dopo essere fuggito dall'imboscata di BC Freedom, Ōarai usa la Renault Char B1 del Mallard Team e una copertura di copertura per posare come il carro armato BC Freedom e riaccendere la lite tra i loro studenti. Approfittando della confusione temporanea del loro avversario, Ōarai attira il carro di bandiera di Marie e vince il match. Mentre è in pausa prima della partita successiva, Saori Takebe accompagna Momo a casa sua e incontra i suoi quattro fratelli e la sua fragile madre. Nel frattempo, Chihatan Gakuen, Pravda Girls' High School, Saunders University High School, Kuromorimine Girls' High School, St. Gloriana Girls' College, Anzio Girls' High School e Keizoku High School avanzano al prossimo turno. Il prossimo avversario di Ōarai è Chihatan, che adatta una nuova serie di tattiche efficaci che hanno imparato dagli esempi di Ōarai. Chihatan usò attacchi di pirateria e attacchi anfibi per lanciare numerose imboscate su Ōarai, ma questi ultimi forzarono la loro ritirata dopo averli attirati in una trappola. |                  |         |
| Das Finale 3 | Girls und Panzer das Finale: Parte 3 | 26 Marzo 2021    |         |
| Das Finale 3 | Dopo essersi riorganizzato, Chihatan riprese i suoi attacchi su Ōarai. Il comandante di Chihatan, Kinuyo Nishi, decide di concentrarsi sull'eliminazione della squadra anglerfish per distruggere il morale di Ōarai. Le squadre di carri armati Ōarai si separano rapidamente nella confusione e si svolgono molteplici schermaglie. Miho decide di accendere il faro del carro per esporre la sua posizione e disegnare tutti i carri armati chihatan verso di lei. Mentre Chihatan festeggia dopo aver disabilitato il carro armato dell'Anglerfish Team, Turtle Team, il carro armato di bandiera di Ōarai, esce allo scoperto e disabilita il carro armato di Kinuyo, vincendo il match. In altri match, Kuromorimine sconfigge Pravda dopo che Erika Itsumi ha seguito il consiglio di Maho Nishizumi e ha usato le sue tattiche che divergono dal tradizionale attacco frontale della scuola, St. Gloriana sconfigge facilmente Anzio, e Keizoku riesce a ottenere una vittoria contro Saunders. Ciò lascia Ōarai affrontare Keizoku e Kuromorimine contro St. Gloriana in semifinale. All'inizio del terzo match, Keizoku usò attacchi e tattiche di guerriglia contro Ōarai, dividendo le loro forze. Come Anglerfish Team protegge l'Anteater Team, il loro serbatoio di bandiera, uno della squadra di carri armati del Keizoku, comandato da quello noto come la "Strega Bianca", disabilita il carro di Miho con un singolo tiro a lunga distanza. |                  |         |
| Das Finale 4 | Girls und Panzer das Finale: Parte 4 | 26 ottobre 2023  |         |
| Das Finale 5 | Girls und Panzer das Finale: Parte 5 | TBA              |         |
| Das Finale 6 | Girls und Panzer das Finale: Parte 6 | TBA              |         |

## Media derivati

### Manga
Un adattamento manga di Ryūichi Saitaniya iniziò la sua serializzazione sulla rivista Monthly Comic Flapper di Media Factory il 5 giugno 2012. Ha avuto un totale di quattro volumi formato tankōbon, pubblicati dal 2012 al 2014 in Giappone e dal 2014 al 2015 in America. Il primo volume è stato anche pubblicato in Tawain il 19 aprile 2013.
Una storia prequel, illustrata da Tsuchii e intitolata Girls und Panzer: Little Army (ガールズ&パンツァー リトルアーミー?, Gāruzu ando Pantsā Ritoru Āmī), fu serializzata su Monthly Comic Alive tra agosto 2012 e marzo 2013 e conta due volumi in formato tankōbon. Entrambe le serie manga sono state licenziate per il Nord America da Seven Seas Entertainment per essere pubblicate nel 2014, insieme alle serie Strike Witches e Arpeggio of Blue Steel: il sequel a Little Army, Girls und Panzer: Little Army II, è stato invece portato in inglese dalla Elex Media, nonostante in originale fosse sempre stato portato da Monthly Comic Alive. La casa editrice ha portato anche un nuovo adattamento del manga di Saitaniya.
Un secondo manga spin-off dell'artista Nii-Marco, intitolato Girls und Panzer: Motto Love Love Sakusen desu! (ガールズ＆パンツァー もっとラブラブ作戦です！?, Gāruzu ando Pantsā Motto Rabu Rabu Sakusen desu!, lit. "Girls und Panzer: It's the More Love Love Operation!"), iniziò la serializzazione sulla rivista Monthly Comic Alive di Media Factory dal 27 maggio 2013.. Nel 2014 è stato prodotto un altro manga spin-off, Girls & Panzer - Ribbon no Musha (ガールズ&パンツァー リボンの武者?, lett. Girls & Panzer - Guerriere del Ribbon"), e segue una nuova protagonista che affronta una nuova arte marziale derivata dalla principale dei carri armati. La storia è di Takaaki Suzuki, i disegni di Takeshi Nogami e la serializzazione è stata completata su Comic Flapper il 15 settembre 2021: la pubblicazione originale dei tankōbon è stata a cura di Kadokawa e Media Factory.
Un manga tutorial illustrato da Midori Hagi, intitolato Hajimete no Senshado - WoT for Beginners (はじめての戦車道～ WoT for Beginners?), è stato prodotto in collaborazione con il videogioco online, World of Tanks.

### Light novel
Un adattamento a romanzo della serie, scritto da Yuu Hibiki con le illustrazioni di Humikane Shimada e Shin Kyougoku, fu pubblicato da Media Factory il 22 novembre 2012.

### Videogiochi
Il primo videogioco basato sulla serie, intitolato Girls und Panzer: Senshadō, Kiwamemasu! (ガールズ＆パンツァー 戦車道、極めます！?), è stato pubblicato da Namco Bandai Games per la console PlayStation Vita il 26 giugno 2014.. Un secondo gioco per console, intitolato Girls und Panzer: Dream Tank Match (ガールズ＆パンツァードリームタンクマッチ?) è stato sviluppato per PS4 da Bandai Namco, ed è stato pubblicato in Giappone il 22 febbraio 2018 e nel Sudest asiatico, sottotitolato in inglese, una settimana dopo. Il gioco ha avuto un remake per Nintendo Switch, denominato Girls und Panzer: Dream Tank Match DX e uscito sempre in Giappone e nel Sudest asiatico il 21 febbraio 2019, con nuovi carri e personaggi tratti dal primo film.
Dalla serie sono anche stati tratti due giochi per dispositivi mobili: il primo, un simulatore di vita free-to-play denominato Girls und Panzer: Atsumare! Minna no Senshadō  (ガールズ＆パンツァーあつまれ！みんなの戦車道！！?) e sempre sviluppato da Bandai Namco Games, era disponibile sugli store giapponesi dal 2018 fino al 27 novembre 2019. Il secondo, Girls und Panzer:Senshamichi dai Sakusen! (ガールズ＆パンツァー 戦車道大作戦！?) è stato sviluppato da Showgate ed è entrato in servizio dal 2015. Risulta tuttora accessibile sugli store giapponesi.
Dal 27 aprile 2021, per un periodo di tempo limitato diverso a seconda del modello, alcuni carri della serie sono stati ottenibili in World of Tanks per una collaborazione ufficiale fra i due franchise.